# HLA-DQA1
Complexo principal de histocompatibilidade, classe II, DQ alfa 1 é uma proteína que em humanos é codificada pelo gene HLA-DQA1.  Ele está presente no braço curto do cromossomo 6 (6p21.3) e também denota o locus genético que contém este gene.
A proteína codificada por este gene é uma das duas proteínas que são necessárias para formar o heterodímero DQ, um receptor da superfície celular essencial para a função do sistema imunológico.

## Função
O HLA-DQA1 pertence aos parálogos da cadeia alfa de HLA de classe II. Esta molécula de classe II é um heterodímero que consiste de uma cadeia alfa (DQA) e beta (DQB), ambas ancoradas na membrana. Ele desempenha um papel central no sistema imunológico, apresentando peptídeos derivados de proteínas extracelulares. Moléculas de classe II são expressas em células apresentadoras de antígenos (APC: linfócitos B, células dendríticas, macrófagos).

## Estrutura gênica e polimorfismos
A cadeia alfa contém 5 exons. O exão um codifica o péptido líder, os exões 2 e 3 codificam os dois domínios proteicos extracelulares, o exão 4 codifica o domínio transmembranar e a cauda citoplasmática. Dentro da molécula de DQ, tanto a cadeia alfa quanto a cadeia beta contêm os polimorfismos que especificam as especificidades de ligação ao peptídeo, resultando em até 4 moléculas diferentes. A digitação para esses polimorfismos é feita rotineiramente para o transplante de medula óssea.